# Che fine ha fatto il cavallo di Winky?
Che fine ha fatto il cavallo di Winky? (Waar is het paard van Sinterklaas?) è un film del 2007 diretto da Mischa Kamp e scritto da Tamara Bos. È il sequel del film del 2005 Il desiderio di Winky.

## Trama
A Winky viene affidato Amerigo, il cavallo di Babbo Natale (in originale Sinterklaas) che nel frattempo è partito per la Spagna. Winky prende lezioni di equitazione presso la stalla di zio Siem e zia Cor con l'aiuto del pony Naf-Naf, tuttavia non le viene concesso il permesso di cavalcare Amerigo e ciò la rende triste.
Un giorno però Winky cavalca Amerigo senza alcun permesso, ma mentre passeggia il cavallo viene spaventato dal cane di Bram, il suo compagno di classe. Winky cade a terra e Amerigo fugge. Prima di andare a cercarlo, Winky deve confessare tutto a zia Cor, poi si mette alla ricerca insieme a Bram, zio Siem e Samir (un aiutante del ristorante del padre di Winky), ma invano. Intanto però la madre partorisce una figlioletta, ma Winky non se ne cura molto e continua a pensare al cavallo. Alla fine Amerigo viene ritrovato in un campo di proprietà di un uomo.

## Distribuzione

### Date di uscita
- 10 ottobre 2007 nei Paesi Bassi (Waar is het paard van Sinterklaas?)
- 24 ottobre in Belgio (Mais où est le cheval de Saint Nicolas?)
- 8 febbraio 2008 in Germania (Wo ist Winkys Pferd?)
- 13 luglio negli Stati Uniti (Where Is Winky's Horse?)
- 18 ottobre in Giappone
- 29 ottobre in Svezia (Winky och jakten på den försvunna hästen)
- 31 ottobre in Norvegia
- 7 novembre in Danimarca (Hvor er Winkys hest?)
- 1º aprile 2009 nella Repubblica Ceca (Kde je Winkyin koník?)